# Hoplia klapperichi
Hoplia klapperichi är en skalbaggsart som beskrevs av S. Endrödi 1952. Hoplia klapperichi ingår i släktet Hoplia och familjen Melolonthidae. Inga underarter finns listade i Catalogue of Life.